# La Pente
Pour les articles homonymes, voir La Pente (homonymie).
Pour plus de détails, voir Fiche technique et Distribution.
La Pente (titre original : Dance, Fools, Dance) est un film américain réalisé par Harry Beaumont, sorti en 1931.

## Synopsis
À la suite de la mort de son père et de la perte de la fortune familiale, Bonnie Jordan se fait embaucher comme jeune reporter dans un journal. Son frère, qui est impliqué dans des activités illégales, se retrouve mêlé à un règlement de comptes entre gangs. Un des collègues de Bonnie, qui enquête sur l'affaire,  se fait assassiner.

## Fiche technique
- Titre : La Pente
- Titre original : Dance, Fools, Dance
- Réalisation : Harry Beaumont

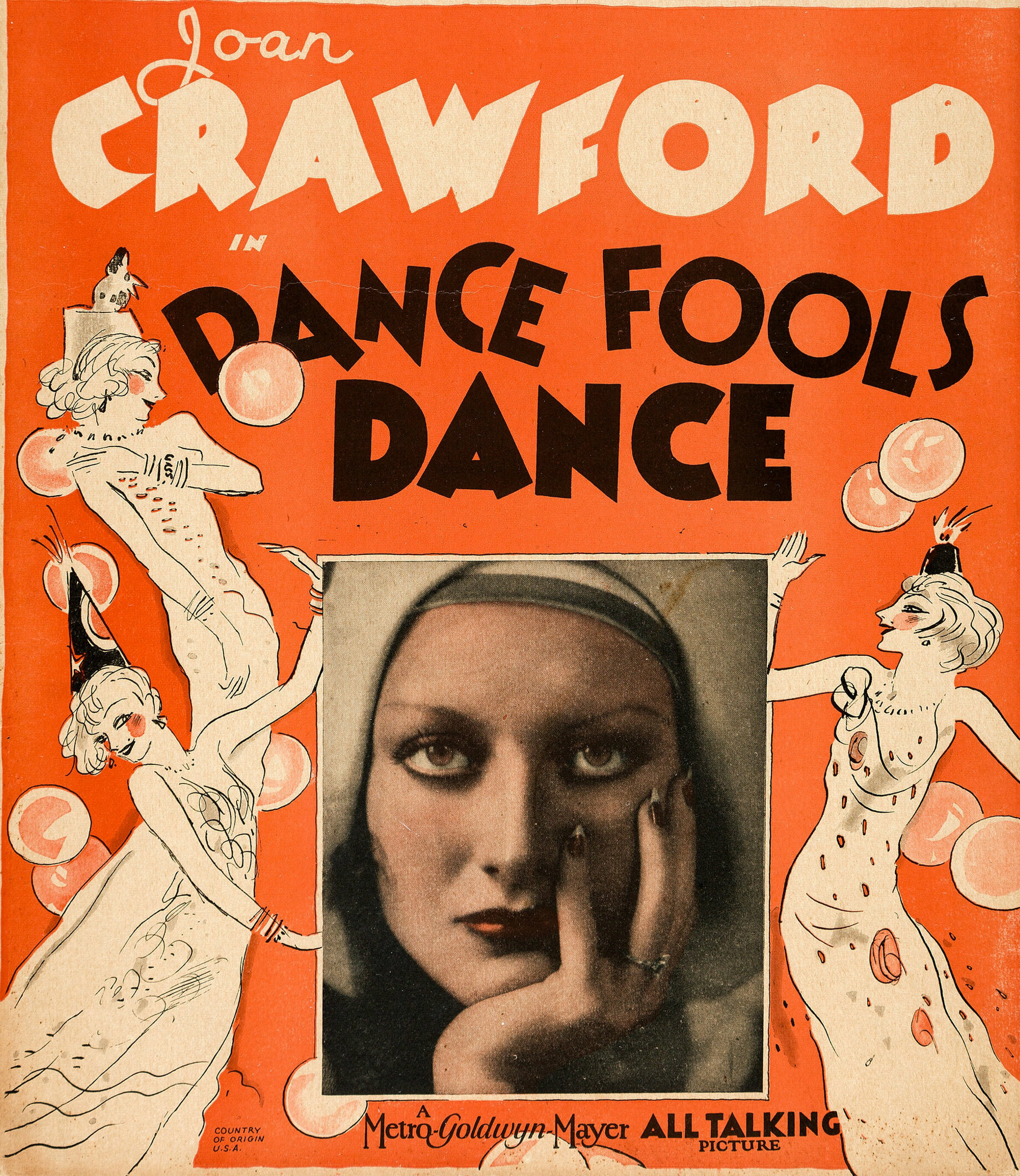
Annonce pour le film.

- Scénario : Richard Schayer d'après une histoire originale de Aurania Rouverol
- Production : MGM
- Photographie : Charles Rosher
- Direction artistique : Cedric Gibbons
- Costumes : Adrian
- Montage : George Hively
- Pays de production :  États-Unis
- Genre : Film dramatique, Film policier
- Format : Noir et blanc - Son : (Western Electric Sound System)
- Durée : 80 minutes
- Date de sortie : 
  - États-Unis : 7 février 1931
- Affiches : Roland Coudon, Joseph Koutachy (France)

## Distribution
- Joan Crawford (VF : Isabelle Kloukowsky) : Bonnie Jordan
- Lester Vail : Robert Townsend
- Cliff Edwards : Bert Scranton
- William Bakewell : Rodney Jordan
- William Holden : Stanley Jordan
- Clark Gable : Jake Luva
- Earle Foxe : Wally Baxter
- Purnell Pratt : Mr. Parker

## Autour du film
- Un parfum de scandale entoura le film lors de sa sortie à cause d'une séquence de baignade en tenue jugée trop "légère" pour l'époque (sous-vêtements ne couvrant les jambes qu'à mi-cuisses).